# Mark Ring
Mark Gerarde Ring (Cardiff, 15 de octubre de 1962) es un ex–jugador británico de rugby que se desempeñaba como apertura.

## Selección nacional
Fue convocado a los Dragones rojos por primera vez, en febrero de 1983 para enfrentar al XV de la Rosa y disputó su último partido en octubre de 1991 ante los Wallabies. En total jugó 32 partidos y marcó 34 puntos.

### Participaciones en Copas del Mundo
Disputó dos Copas del Mundo: Nueva Zelanda 1987 donde Ring marcó el primer try galés en la historia del torneo (ante el XV del Trébol), los Dragones rojos llegaron a semifinales y posteriormente vencieron a los Wallabies para obtener la tercera posición, que hasta hoy, es la mejor participación de Gales. Cuatro años después, en Inglaterra 1991 fue el apertura titular, pero no pudo evitar que los Dragones rojos fueran eliminados en la primera ronda.
| Mundial                       | Sede          | Resultado     | PJ | Tries |
| ----------------------------- | ------------- | ------------- | -- | ----- |
| Copa Mundial de Rugby de 1987 | Nueva Zelanda | Tercer puesto | 3  | 1     |
| Copa Mundial de Rugby de 1991 | Inglaterra    | Primera fase  | 3  | 0     |

## Palmarés
- Campeón de la Premier Division de Gales de 1994-95.
- Campeón de la Copa de Gales de Rugby de 1982, 1984, 1986, 1987 y 1994.